# Arto Salomaa
Arto Kustaa Salomaa, född 6 juni 1934 i Åbo, död 26 januari 2025 i Kauhajoki, var en finländsk matematiker och datavetare.
Salomaas forskarkarriär, som sträckte sig över fyrtio år, var inriktad på formella språk och automatteori. Han blev 1966 professor i tillämpad matematik vid Uleåborgs universitet och var 1966–1998 professor i matematik vid Åbo universitet. Sedan 1970 var han ledamot av Finska Vetenskapsakademien och sedan 1980 av Finska Vetenskaps-Societeten. Under åren 1980–85 och 1989–99 var han forskarprofessor/akademiprofessor vid Finlands Akademi. Han tilldelades akademikers titel 2001.

## Biografi
Salomaa tog en kandidatexamen från Åbo universitet 1954 och  doktorsexamen vid samma universitet 1960. Hans far var professor i filosofi vid Åbo universitet. Salomaa introducerades till teorin om automata och formella språk under seminarier på Berkeley-universitetet som gavs av John Myhill 1957.
Salomaa gifte sig 1959. Han har två barn, Kirsti och Kai, av vilka den sistnämnde är professor i datavetenskap på Queen's University at Kingston och arbetar också han inom området av formella språk och automatteori.

## Akademisk karriär
År 1965 blev Salomaa professor i matematik vid Åbo universitet, en tjänst han gick i pension från 1999. Han tillbringade också två år i slutet av 1960-talet vid University of Western Ontario i London, Ontario, Kanada och två år på 1970-talet vid Århus Universitet i Danmark.
Salomaa var ordförande för European Association for Theoretical Computer Science från 1979 till 1985.